# Газела (стихотворение)
Газела (на бенгалски: গজল, на пенджабски: ਗ਼ਜ਼ਲ, на урду: غزَل, на непалски: गजल, на хинди: ग़ज़ल, на персийски: غزل, на азербайджански: qəzəl, на турски: gazel, на узбекски: gʻazal, на пущунски: غزل, на гуджарати: ગઝલ) е литературен термин за малко стихотворение, състоящо се от двустишия (бейтове), в лирическата поезия на източните народи (Иран, Индия, Таджикистан, Азербайджан, Узбекистан и др.). Темата обикновено е любовта.
Възниква през IX – X век, през ранното персийско средновековие, и обикновено се изпълнява в съпровод на струнен инструмент.
Двустишията на газелата, най-много дванадесет, са построени на монорима (аа, ба, ва, га...) Понякога след римуваните думи на всеки стих има редиф – повторение на една или няколко думи или израз, особен припев.